# نظم (منطق)

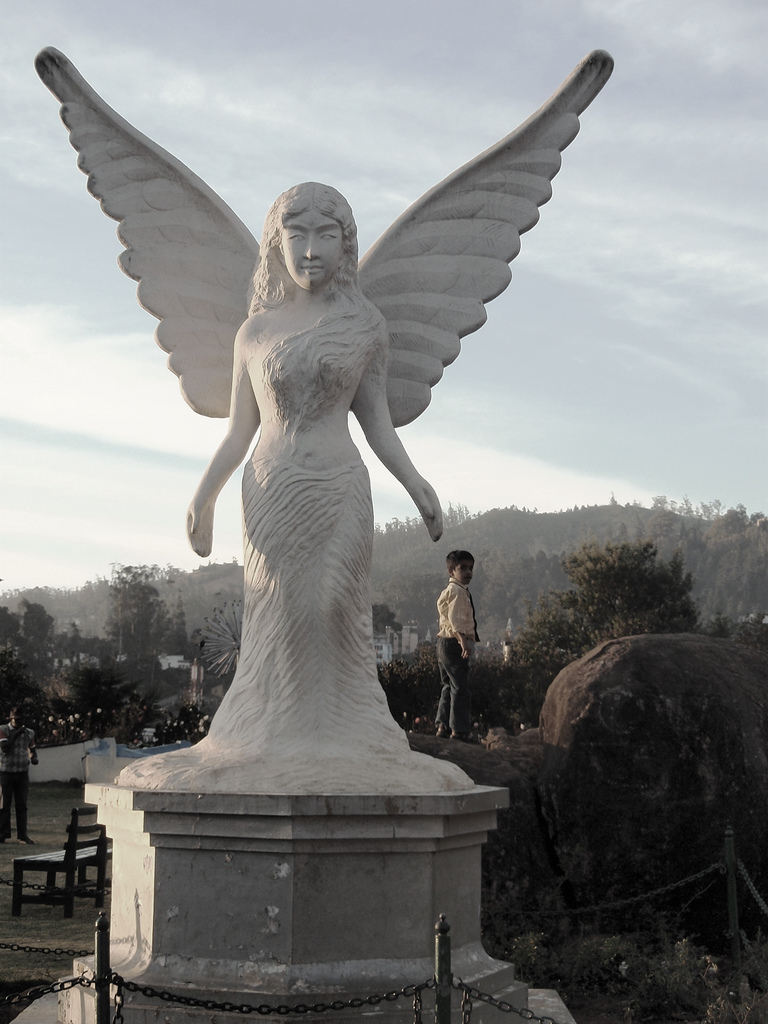
نماد نظم (منطق)

نظم در لغت به معنی آراستگی،انتظام، انضباط، ترتیب، سازماندهی، قاعده، قانون و نظام است
انضباط یا آرایش (به انگلیسی: Arrangement، Regularity) را می‌توان با عنوان وضعیتی تعریف کرد که چگونگی رخ دادن یا حاصل شدن یک رویداد یا نتیجه را در هماهنگی عناصر مرتبط شرح می‌دهد. نظم چه در زبان چه در عمل یک فعل یا اسم مشتق نیست و فاعل و مفعول ندارد. یک جریان تحولات بی‌هدف یا به عبارتی یک بی‌نظمی ممکن است به نتیجه‌ای منجر شود که در پایان نتیجه را با عنوان هدف نشان دهد و جریان پشت‌سر گذاشته شده را منظم. تعیین درصد احتمال رخ دادن یک رویداد در احتمالات نیازمند تشخیص نظم احتمالی هماهنگ با آن رویداد بواسطه بررسی رویدادهای وابسته پیش از رخ دادن آن رویداد خاص است و نیازمند بی‌توجهی به رویدادهای مطلقاً نامرتبط دیگر برای مثال مطالعه فلسفی احتمال در ارتباطات اجتماعی یا نظریه مدل‌های وابسته.
تنظیم یک سیستم به معنی نامنظم بودن حالت پیشین آن نیست بلکه یک تغییر حالت است که حالت قبلی برای وضعیت فعلی و حالت فعلی برای وضعیت قبلی منظم و هماهنگ نبوده‌اند مانند تنظیم صدای بم و صدای زیر در زمان گوش دادن به دو نوع متفاوت از صدا. همچنین برای مثال حمله منظم یک بیماری ویروسی از دیدگاه بدن انسان نوعی بی‌نظمی و ضدیت با هدف حیات بدن است. از اینرو نظم به صورت نسبی تعریف می‌شود و در برابر آن هرج و مرج یا بی‌نظمی قرار دارد.
نظم همچنین در جهان‌بینی دادارباوری با عنوان برهان نظم مورد بحث است. باورمندان جهان را منظم و نیازمند ناظم مطرح می‌کنند. ناباوران نظم را یک تصور ذهنی و جهان را فاقد نظم و همچنین فرض وجود ناظم را نیازمند منظم‌تر بودن خود ناظم و نیازمند بودن خود ناظم به ناظمی دیگر مطرح می‌کنند.